# ألان غراي (رجل أعمال)
ألان غراي (بالإنجليزية: Allan Gray)‏ هو شخصية أعمال جنوب أفريقي، ولد في 1938 في إيست لندن في جنوب أفريقيا.